# Beatriz Bosch
Beatriz Bosch (Paraná, 11 de diciembre de 1911 - Buenos Aires, 5 de junio de 2013) fue una historiadora argentina especializada en la historia de su provincia natal, Entre Ríos, y en la del primer presidente constitucional de su país, Justo José de Urquiza.

## Biografía
Se recibió de profesora especializada en Historia y Geografía por la Facultad de Ciencias Económicas y Educacionales de la Universidad Nacional del Litoral. Fue profesora titular y posteriormente rectora del Instituto Nacional del Profesorado de Paraná; fue también profesora en la Facultad de Derecho y Ciencias Sociales de la UNL.
Fue exonerada de sus cargos en 1949 por considerársela opuesta al peronismo, por un decreto firmado por el ministro Oscar Ivanissevich. Recuperó sus cargos durante la Revolución Libertadora.
En 1964 fue la primera académica incorporada como Miembro Correspondiente de la Academia Nacional de la Historia, en representación por la provincia de Entre Ríos, y se convirtió en miembro de Número en 1986, siendo la segunda mujer en alcanzar ese sitial. Fue también miembro correspondiente de la Real Academia de Historia de Madrid, de las Academias de Historia del Perú, de Bolivia, de Puerto Rico, del Paraguay y de Venezuela, de la Academia de Geografía e Historia de Guatemala, del Instituto Histórico y Geográfico del Uruguay, y del Instituto Histórico y Geográfico Brasileiro.
Falleció en la ciudad de Buenos Aires en junio de 2013, a los 101 años de edad. Su biblioteca personal con alrededor de 15 000 volúmenes la dejó como legado a la Biblioteca Provincial de Entre Ríos.

## Reconocimientos
Durante su carrera recibió premios y distinciones en su país y en el extranjero: la Faja de Honor de la Sociedad Argentina de Escritores, la Pluma de Plata del PEN Club Internacional, reconocimientos acordados por la revista "Todo es Historia", la Fundación Konex, la Fundación Rotaria Femenina, el gobierno de la provincia de Entre Ríos y la Cámara de Diputados de esa provincia.

## Libros publicados
- Sarmiento y Urquiza; del unitarismo al federalismo (1938)
- Urquiza, gobernador de Entre Ríos. 1842-1852 (1940)
- Gobierno del coronel Lucio Mansilla (1942)
- Contribución al estudio de la iconografía de Urquiza (1943)
- Contribución al estudio de la vivienda en el Litoral durante la primera mitad del siglo XIX (1945)
- Concesión de ciudadanía por las provincias (1946)
- Las instrucciones de los diputados por Entre Ríos al Congreso Nacional de 1824-1827 (1947)
- Notas sobre toponimia entrerriana; persistencia y desaparición de topónimos (1947)
- El Colegio del Uruguay. Sus orígenes. Su edad de oro (1949)
- Presencia de Urquiza (1953)
- Los tratados de Alcaraz (1955)
- Labor periodística inicial de José Hernández (1963)
- Urquiza el Organizador (1963)
- Urquiza y su tiempo (1971)
- Alejo Peyret, administrador de la Colonia San José (1977)
- Historia de Entre Ríos (1978)
- En el sesquicentenario del Pacto Federal (1982)
- La Organización Nacional (1984)
- Urquiza y su tiempo: la visión de sus contemporáneos (1984)
- Benjamín Victorica, doctor y general (1996)
- En la Confederación Argentina. 1854-1861 (1998)

Además publicó numerosos artículos en las revistas especializadas en historia, entre ellas la prestigiosa Todo es Historia, dirigida por Félix Luna, en Investigaciones y ensayos, o en las publicaciones de la Academia Nacional de la Historia.